# Emblème de Macao
L'actuel emblème entra en vigueur le 20 décembre 1999 quand le Portugal rétrocéda Macao à la république populaire de Chine. Le blason a maintenant la désignation de « blason régional ». Il représente en cercle les éléments du drapeau de Macao. Dans le cercle blanc on peut lire dans la légende le nom officiel du territoire en chinois traditionnel : 中華人民共和國澳門特別行政區, et en portugais : Macau.

## Emblème colonial
Il fut utilisé jusqu'à la rétrocession à la Chine. Il est divisé en trois parties : À gauche on trouve les cinq écus représentant la victoire sur les cinq rois Maures lors de la bataille d'Ourique en 1139, à droite on voit un dragon qui représente la part de Chine dans Macao, il tient un sixième écu représentant la part du Portugal dans Macao, la partie basse représente l'océan par lequel les portugais sont arrivés et le vert la couleur de Macao.